# Mensajero químico
Un mensajero químico es una sustancia que sirve para que los células se comuniquen entre sí, generando una respuesta de la célula receptora, dando lugar a cambios en la función de esta última.
Los mensajeros químicos pueden clasificarse en:
- Hormonas: según la definición de Roger Guillemin, una hormona es cualquier sustancia que liberada por una célula actuase sobre otra célula del mismo organismo.
- Neurotransmisores: (aunque, para algunos autores, son hormonas con un funcionamiento muy concreto): biomoléculas que transmiten información de una neurona a otra neurona consecutiva, unidas mediante una sinapsis.
- Feromonas: son mensajeros químicos producidos por un organismo que provocan respuesta en otro individuo, en lugar de en el mismo que las produce. Quedarían, por tanto, fuera de la categoría de hormonas (en términos prácticos, pueden considerarse "hormonas externas").
- Sustancias autacoides